# オックスフォード・インストゥルメンツ
オックスフォード・インストゥルメンツ(英名:Oxford Instruments)は分析機器を開発、製造するイギリスアビンドン＝オン＝テムズの企業。

## 概要
Martin Woodによって1959年にオックスフォード大学からスピンオフして設立された。産学連携の代表例で超伝導磁石を使用した核磁気共鳴画像法の開発でも先駆的な役割を果たした。元々は電磁石のメーカーだったが、現在ではM&Aによって分析機器メーカーを傘下に収め、蛍光X線分析装置や原子間力顕微鏡、半導体製造装置等を手がける。

## 主な製品
- 卓上核磁気共鳴分光計
- スパーク放電固体発光分光計
- MRI用超伝導磁石
- 蛍光X線分析計
- 原子層堆積装置
- 半導体製造装置
- プラズマエッチングCVD装置
- 電子顕微鏡用各種付属装置
- 分光測定用クライオスタット
- 無冷媒希釈冷凍機
- 物性研究用超電導マグネットシステム

## 沿革
- 1959年 - 設立[1]
- 1980年 - 最初の超伝導磁石を使用したMRIを発売[1]
- 1983年 - ロンドン証券取引所上場
- 1991年 - 日本法人設立[2]